# Sénaillac-Lauzès
 Sénaillac-Lauzès  (en occitano Senalhac-Lausès) es una población y comuna francesa, situada en la región de Mediodía-Pirineos, departamento de Lot, en el distrito de Cahors y cantón de Lauzès.

## Demografía
| 193 | 160 | 145 | 131 | 129 | 156 |
| Para los censos de 1962 a 1999 la población legal corresponde a la población sin duplicidades (Fuente: INSEE [Consultar]) |     |     |     |     |     |